# Alexandre Vinokourov (2002)
Pour les articles homonymes, voir Vinokourov et Alexandre Vinokourov.
Alexandre Vinokourov, né 7 juillet 2002, est un coureur cycliste kazakhstanais.

## Biographie
Il est le fils du cycliste Alexandre Vinokourov. Son jumeau Nicolas Vinokourov est également coureur cycliste,.

## Palmarès

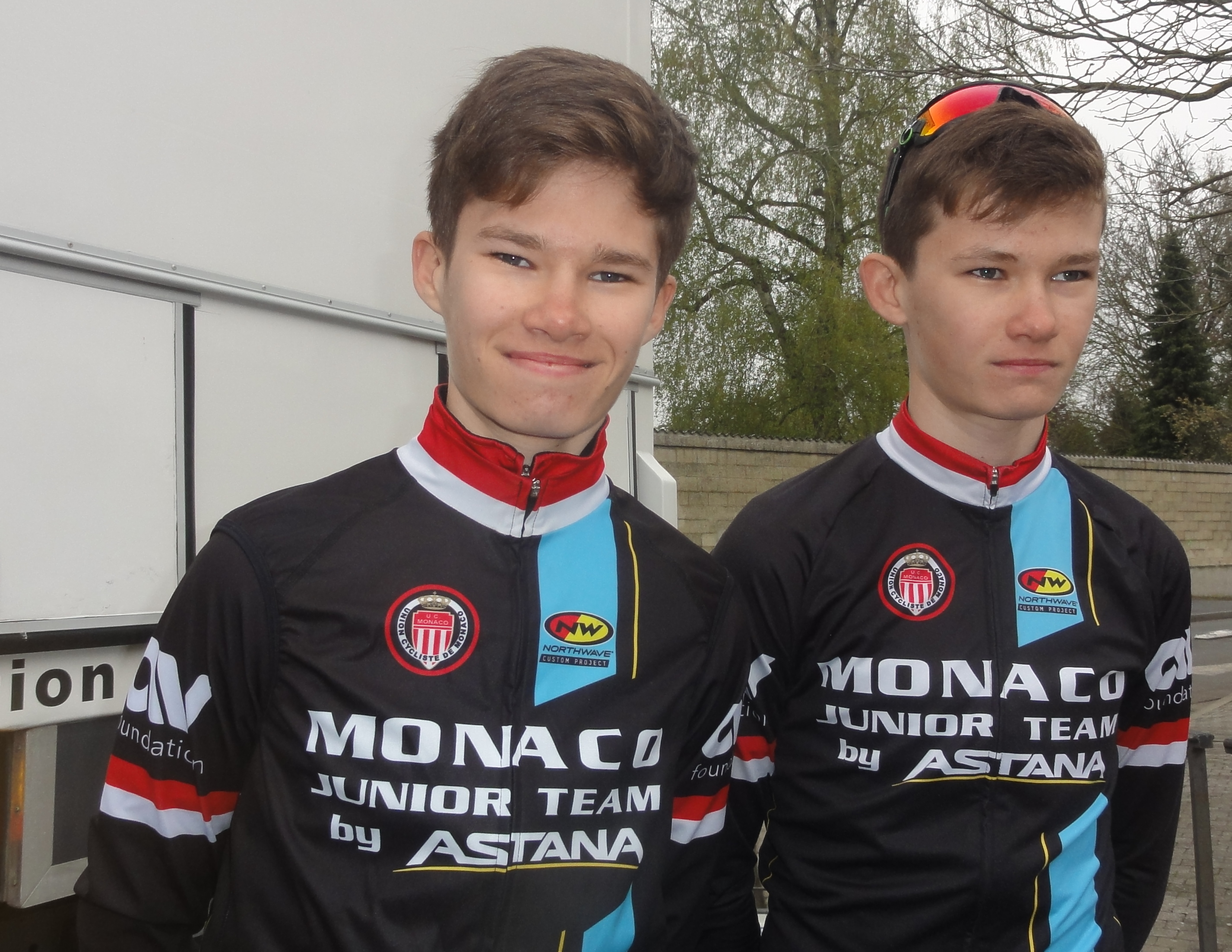
Les deux frères Vinokourov, en 2019.

- 2019
  - Champion PACA Juniors[3]

## Classements mondiaux
| Année                                 | 2022  |
| ------------------------------------- | ----- |
| Classement mondial                    | 2511e |
| UCI Asia Tour                         | 282e  |
|                                       |       |
| Légende : nc = non classéSource : UCI |       |